# Pray For Villains
Pray For Villais es el cuarto álbum de estudio de DevilDriver , publicado el 14 de julio de 2009. El 24 de abril Roadrunner dio a conocer el arte de tapa, tanto para la edición regular y especial de Pray For Villais. También se anunció que la edición especial será un CD/DVD con cuatro bonus tracks, uno detrás de las escenas de DVD y ampliado obra de arte.  En el 21 de mayo DEVILDRIVER lanzaron el sencillo "Pray for Villains" al público. El 17 de junio, el video musical de "Pray For Villains" se estrenó el MetalSucks.net
Play.com también se alió con Roadrunner Records para ofrecer Resurrection Blvd. para su descarga gratuita a las personas que preorden la edición especial del CD del sitio web de Play.com.
El álbum vendió alrededor de 14.600 copias en su primera semana de lanzamiento para debutar en la posición No. 35 en The Billboard 200 chart.
Pray For Villains es el primer y hasta ahora el único disco que no contiene la "Cruz de la confusión", el logotipo de la banda, en su portada.

## Lista de canciones
1. Pray for Villains - 4:02
2. Pure Sincerity - 4:38
3. Fate Stepped In - 5:10
4. Back With A Vengeance - 3:40
5. I've Been Sober - 5:16
6. Resurrection Blvd. - 3:58
7. Forgiveness Is A 6 Gun - 4:33
8. Waiting for November - 5:06
9. It's In the Cards - 4:24
10. Another Night In London - 3:05
11. Bitter Pill - 4:24
12. Teach Me to Whisper - 4:01
13. I See Belief - 3:54

### Edición especial pistas adicionales
1. Self-Affliction - 4:49
2. Dust Be the Destiny - 3:10
3. Damning the Heavens - 2:19
4. Wasted Years (Iron Maiden cover) - 5:00

- Datos: Q129131